# 후쿤 고속철도
후쿤 고속철도(중국어: 沪昆高速铁路)는 중화인민공화국의 상하이 훙차오 역과 쿤밍 남역을 연결하는 고속철도이다. 2016년 12월 28일에 전 구간이 완전 개통되면서 전체 길이가 2,266km에 달하다. 동부의 상하이시에서 출발하여 저장성 항저우시, 장시성 난창시, 후난성 창사시, 구이저우성 구이양시를 거쳐 서부의 윈난성의 쿤밍시에 이른다. 속도는 시속 350km로 운행한다. 이 노선은 여객수송 전용노선으로, “쿤밍 통로(沪昆通道)”로서 2008년 중국의 “중장기 철도망 계획”에서 “4종4횡”고속철도 주요노선중 하나이며, 또 2016년에 개정된 “중장기 철도망 계획”의 “8종8횡”고속철도 주요노선중 하나로, 중국 화둥연안지역, 화중지역, 시난지역을 경유한다.

## 역사
2004년 국무원은“중장기 철도망 계획”에서“4종4횡”여객선 중 하나인 항저우-창사 여객 전용선을 채택했다.
2005년 6월 항저우~창사 여객전용 노선이 국가 승인을 받았다. 전용선은 저장성 항저우에서 시작해 장시성 난창을 거쳐 후난성 창사에 이른다. 전 구간은 883.28km, 총투자는 1161억 1600만 위안이다.
2006년 12월 31일 18시부터, 열차의 제6차 속도 상승에 부응하기 위해, 샹탕(向塘) 직통선이 건설된 후에, 위의 네개의 철도가 후쿤 철로로 통합되었다. 이미 존재하는 후쿤선의 기점은 상하이역, 종점은 쿤밍역이었다.
철도부는 2008년 7월초 중앙부처의 주관으로 새로운 "중장기 철도망 계획"을 재설계했다. 서쪽으로 구이저우성 구이양에서부터 윈난성 쿤밍까지 이르는 노선이다. 전 구간은 결국 총 길이 2,066km의 후쿤 고속철을 형성했다. 2008년 11월 국가는 철도 건설에 포함시킨 4조 경기부양계획을 내놓았다.
이 중 상하이~항저우 구간은 2010년 개통됐고, 남창~창사 구간은 2014년 9월 16일 개통됐다.
2014년 12월 10일부터 후쿤 고속철도 항저우~난창 서 구간이 개통되었다. 이로써 항저우동-창사남 고속철도 전구간이 개통 운영되었다.
2014년 12월 16일 8시 40분, G6409차 선발열차는 창사남역에서 화이화남역으로 이동했다. 1시간 41분 뒤 열차가 화이화 남역에 도착하였고, 후쿤 고속청 후난 구간이 정식 개통했다.
2015년 4월 9일 중국철도총공사는 다시 후쿤 고속철 구이저우 구간의 CRH380A 동차 2편성응 구이양에 보냈다. 보고서에 따르면, 이 두 동차조는 4월 7일 우한에서 출발하여 4월 9일 저녁 9시에 구이양 북 동차소(动车所)에 도착하였으며, 한 조의 모델은 CRH380A-2764이고, 다른 한 조는 CRH380A-2765로 모두 새로운 동차조이며, 앞서 도착한 2개조까지 합쳐 CRH380A 동차 4개조를 갖추었다.
2015년 4월 19일 중국철도총공사 “和谐号” CRH380AJ-0202 고속 종합 시험 열차(약칭 동검차, 속칭 “黄医生”)가 처음으로 후쿤 고속철 여객선 330km를 기록했으며, 이는 이번 합동조사에서 최고 속도이자 지금까지의 구이저우 고속철 최고 시운전 속도이다. 구이양 북역에서 카이리 남역까지 완주하는데 32분밖에 걸리지 않았다.
2015년 4월 21일 계획에 따르면, CRH380AJ-0202 고속철 종합검출열차(黄医生)가 구이양북역에서 싼쑤이역 구간에서 계속 한 단계씩 속도를 올리는 시운전을 하는 것 외에, 최초로 동차조 재결합(2개 동차 연결) 시운전을 실시했다.
2015년 6월 18일, 후쿤 고속철 창쿤(신황서~구이양북) 구간이 개통되었다. 후쿤 고속철의 창쿤 구이양북~첸뎬 두개 성 교차점 구간은 2016년 6월 중순으로 예정되어 있으며, 윈난(첸뎬 두개 성 교차점~쿤밍남) 구간의 궤도공사는 2015년 12월 25일에 시작되어, 2016년 4월 28일에 완공되었다.
2016년 6월 16일 오후, 중국 중철 5국의 견인 기관차가 후쿤 고속철 구이양 중추 공사구간인 성촨터대교(圣泉特大桥)상에서 마지막 500m 길이의 궤도를 순조롭게 부설하면서, 8년에 걸쳐 구간별로 나뉘어 건설하여 구간별로 운영된 후쿤 고속철은 전 노선의 철도 개통을 실현하여, 연말에 전 노선 개통으로 운영할 수 있는 확고한 기반을 마련하였다.
2016년 7월 5일, 후쿤 고속선 윈난 구간에서 통합 시험 운행이 시작되면서, 후쿤 고속선 전 구간 개통이 초읽기에 들어갔다.
2016년 12월 28일, 후툰 고속선 구이양 북-쿤밍 남 463km 구간이 개통됨으로써 후쿤 고속선의 전 구간이 개통되었다, 상하이에서 쿤밍까지 소요 시간은 35시간 34분에서 10시간으로 단축되었다. 후쿤 고속선 윈난 구간이 개통된 후 이날 쿤밍 남~구이양 북간 고속 열차 6.5쌍, 쿤밍 남~창사 남간 고속 열차 1쌍은 12월 28일 10시에 구이양 북역 방향으로 출발했다. 쿤밍 남역에서 후쿤 고속선을 거쳐 다른 도시 방향으로 가는 열차는 2017년 1월 5일 새 열차 운행도를 시행한 뒤에야 운행할 수 있었다.

## 연혁
- 2009년 2월 26일 : 후항 고속철도 구간 착공.
- 2009년 12월 22일 : 항창 고속철도 구간 착공.
- 2010년 3월 26일 : 창쿤 고속철도 구간 착공.
- 2010년 10월 26일 : 후항 고속철도 구간 개통.
- 2014년 9월 16일 : 항창 고속철도 1단계 구간 개통.
- 2014년 12월 10일 : 항창 고속철도 1단계 구간 개통.
- 2014년 12월 16일 : 창쿤 고속철도 1단계 구간 개통.
- 2015년 6월 18일 : 창쿤 고속철도 2단계 구간 개통.
- 2016년 12월 28일 : 창쿤 고속철도 전 구간 개통.

## 현황
- 현재 운행 중인 노선은 다음과 같다.

| 노선          | 비고                                         | 영업 최고 속도 | 영업 거리 (km) | 착공 시기        | 완공 시기 |
| ------------- | -------------------------------------------- | -------------- | -------------- | ---------------- | --- |
| 후쿤 고속철도 | 상하이에서 쿤밍까지 연결하는 고속철도 노선   | 350            | 2,266          | 2009년 2월 26일  | 2016년 12월 28일                                                                                                   |
| 후항 고속철도 | 상하이에서 항저우까지 연결하는 고속철도 노선 | 350            | 150            | 2009년 2월 26일  | 2010년 3월 26일 |
| 항창 고속철도 | 항저우에서 창사까지 연결하는 고속철도 노선   | 350            | 933            | 2009년 12월 22일 | 2014년 12월 10일 (항저우 ~ 난창 구간) 2014년 9월 16일 (창사 ~ 난창 구간)                                           |
| 창쿤 고속철도 | 창사에서 쿤밍까지 연결하는 고속철도 노선     | 350            | 1,175          | 2010년 3월 26일  | 2014년 12월 16일 (창사 ~ 신후황 구간) 2015년 6월 18일 (구이양 ~ 신후황 구간) 2016년 12월 28일 (쿤밍 ~ 구이양 구간) |

## 역 목록
| 후쿤 고속철도 |              |                   |               |            |                             |                                                                                           | |                          |
| 역명(한국어)  | 역명(중국어) | 역명(영어)        | 누적거리 (km) | 소재지     | 소재지                      | 연결철도                                                                                  | 환승가능한 도시철도 | 비고                     |
| 상하이 훙차오 | 上海虹桥     | Shanghai Hongqiao | 0             | 상하이시   | 상하이시                    | 징후 고속철도 후닝 성제철로 연교선                                                        | 상하이 지하철 2호선 상하이 지하철 10호선 상하이 지하철 17호선                                                                  |                          |
| 쑹장 남       | 松江南       | Songjiang South   | 31            | 상하이시   | 상하이시                    |                                                                                           | 상하이 지하철 9호선 |                          |
| 진산 북       | 金山北       | Jinshan North     | 48            | 상하이시   | 상하이시                    |                                                                                           | |                          |
| 자산 남       | 嘉善南       | Jiashan South     | 67            | 저장성     | 자싱시                      |                                                                                           | |                          |
| 자싱 남       | 嘉兴南       | Jiaxing South     | 84            | 저장성     | 자싱시                      |                                                                                           | |                          |
| 퉁샹          | 桐 乡        | Tongxiang         | 112           | 저장성     | 자싱시                      |                                                                                           | |                          |
| 하이닝 서     | 海宁西       | Haining West      | 133           | 저장성     | 자싱시                      |                                                                                           | |                          |
| 위항          | 余 杭        | Yuhang            | 144           | 저장성     | 항저우시                    |                                                                                           | 항저우 지하철 1호선 |                          |
| 항저우 동     | 杭州东       | Hangzhou East     | 159           | 저장성     | 항저우시                    | 닝항 여객전용선 항융 여객전용선 후쿤 철로                                                 | 항저우 지하철 1호선 항저우 지하철 4호선 항저우 지하철 6호선(건설중) 항저우 지하철 8호선(계획중) 항저우 지하철 중축쾌선(건설중) |                          |
| 항저우 남     | 杭州南       | Hangzhou South    | 175           | 저장성     | 항저우시                    | 항융 여객전용선 항창 여객전용선 후쿤 철로 샤오융 철로 후쿤 철로 요행선                    | 항저우 지하철 5호선(건설중) 항저우 지하철 11호선(계획중)                                                                       | 미개장                   |
| 주지          | 诸 暨        | Zhuji             | 225           | 저장성     | 사오싱시                    | 후쿤 철로                                                                                 | |                          |
| 이우          | 义 乌        | Yiwu              | 268           | 저장성     | 진화시                      | 후쿤 철로                                                                                 | |                          |
| 진화          | 金 华        | Jinhua            | 320           | 저장성     | 진화시                      | 후쿤 철로 진원 철로 진쳰 철로 신진원 철로                                                 | |                          |
| 룽유          | 龙 游        | Longyou           | 369           | 저장성     | 추저우시                    | 후쿤 철로                                                                                 | |                          |
| 추저우        | 衢 州        | Quzhou            | 398           | 저장성     | 추저우시                    | 후쿤 철로 추주 철로 추닝 철로(건설중)                                                     | |                          |
| 장산          | 江 山        | Jiangshan         | 428           | 저장성     | 추저우시                    | 후쿤 철로                                                                                 | |                          |
| 위산 남       | 玉山南       | Yushan South      | 466           | 장시성     | 상라오시                    |                                                                                           | |                          |
| 상라오        | 上 饶        | Shangrao          | 500           | 장시성     | 상라오시                    | 허푸 여객전용선 후쿤 철로                                                                 | |                          |
| 이양          | 弋 阳        | Yiyang            | 560           | 장시성     | 상라오시                    | 후쿤 철로                                                                                 | |                          |
| 잉탄 북       | 鹰潭北       | Yingtan North     | 601           | 장시성     | 잉탄시                      |                                                                                           | | 신장신구에 위치          |
| 푸저우 동     | 抚州东       | Fuzhou East       | 644           | 장시성     | 푸저우시                    |                                                                                           | | 둥샹 역과 같은 지역의 역 |
| 진샨 남       | 进贤南       | Jinxian South     | 683           | 장시성     | 난창시                      |                                                                                           | |                          |
| 난창 서       | 南昌西       | Nanchang West     | 741           | 장시성     | 난창시                      | 창주 성제철로 창푸 철로                                                                   | 난창 지하철 2호선 | 훙구탄 신구에 위치       |
| 가오안        | 高 安        | Gao'an            | 788           | 장시성     |                             |                                                                                           | |                          |
| 신위 북       | 新余北       | Xinyu North       | 868           | 장시성     | 신위시                      |                                                                                           | |                          |
| 이춘          | 宜 春        | Yichun            | 917           | 장시성     | 이춘시                      | 후쿤 철로                                                                                 | |                          |
| 핑샹 북       | 萍乡北       | Pingxiang North   | 978           | 장시성     | 핑샹시                      |                                                                                           | | 핑샹개발구에 위치        |
| 리링 동       | 醴陵东       | Liling East       | 1007          | 후난성     | 주저우시                    |                                                                                           | |                          |
| 창사 남       | 长沙南       | Changsha South    | 1083          | 후난성     | 창사시                      | 징광 고속철도                                                                             | 창사 지하철 2호선 창사 자기부상 고속선 창사 지하철 4호선(건설중)                                                               |                          |
| 샹타이 북     | 湘潭北       | Xiangtan North    | 1109          | 후난성     | 샹타이시                    |                                                                                           | | 주화개발구에 위치        |
| 사오산 남     | 韶山南       | Shaoshan South    | 1149          | 후난성     | 샹타이시                    |                                                                                           | |                          |
| 러우디 남     | 娄底南       | Loudi South       | 1208          | 후난성     | 러우디시                    | 러우사오 철로 연교선                                                                      | |                          |
| 사오양 북     | 邵阳北       | Shaoyang North    | 1260          | 후난성     | 사오양시                    |                                                                                           | |                          |
| 신화 남       | 新化南       | Xinhua South      | 1297          | 후난성     | 러우디시                    |                                                                                           | |                          |
| 수푸          | 溆浦南       | Xupu South        | 1354          | 후난성     | 화이화시                    |                                                                                           | |                          |
| 화이화 남     | 怀化南       | Huaihua South     | 1415          | 후난성     | 화이화시                    | 화이헝 철로                                                                               | |                          |
| 즈장          | 芷 江        | Zhijiang          | 1449          | 후난성     | 화이화시                    |                                                                                           | |                          |
| 신황 서       | 新晃西       | Xinhuang West     | 1503          | 후난성     | 화이화시                    |                                                                                           | |                          |
| 퉁런 남       | 铜仁南       | Tongren South     | 1522          | 구이저우성 | 퉁런시                      |                                                                                           | |                          |
| 싼쑤이        | 三 穗        | Sansui            | 1570          | 구이저우성 | 첸둥난 먀오족 둥족 자치주   |                                                                                           | |                          |
| 몐화핑        | 棉花坪       | Mianhuaping       |               | 구이저우성 | 첸둥난 먀오족 둥족 자치주   |                                                                                           | | 越行站                   |
| 카이리 남     | 凯里南       | Kaili South       | 1662          | 구이저우성 | 첸둥난 먀오족 둥족 자치주   |                                                                                           | |                          |
| 구이딩 북     | 贵定北       | Guiding North     | 1729          | 구이저우성 | 첸난 부이족 먀오족 자치주   |                                                                                           | |                          |
| 구이양 동     | 贵阳东       | Guiyang East      | 1779          | 구이저우성 | 구이양시                    | 청구이 여객전용선(건설중) 구이광 여객전용선 구이카이 성제철로 구이양 순환급행철도(건설중) | |                          |
| 구이양 북     | 贵阳北       | Guiyang North     | 1789          | 구이저우성 | 구이양시                    | 위구이 철로 구이카이 성제철로 청구이 여객전용선 연교선(건설중)                            | 구이양 지하철 1호선 |                          |
| 구이안        | 贵 安        | Gui'an            |               | 구이저우성 | 구이양시                    | 구이양 순환급행철도(건설중)                                                               | | 미개장                   |
| 핑바 남       | 平坝南       | Pingba South      | 1844          | 구이저우성 | 안순시                      |                                                                                           | |                          |
| 안순 서       | 安顺西       | Anshun West       | 1890          | 구이저우성 | 안순시                      |                                                                                           | |                          |
| 관링          | 关 岭        | Guanling          | 1935          | 구이저우성 | 안순시                      |                                                                                           | |                          |
| 푸안샨        | 普安县       | Pu'anxian         | 2009          | 구이저우성 | 첸시난 부이족 먀오족 자치주 |                                                                                           | |                          |
| 판저우        | 盘 州        | Panzhou           | 2040          | 구이저우성 | 류판수이시                  |                                                                                           | |                          |
| 푸위안 북     | 富源北       | Fuyuan North      | 2072          | 윈난성     | 취징시                      |                                                                                           | |                          |
| 추징 북       | 曲靖北       | Qujing North      | 2124          | 윈난성     | 취징시                      |                                                                                           | |                          |
| 주샨          | 旧 县        | Jiuxian           |               | 윈난성     | 취징시                      |                                                                                           | | 越行站                   |
| 쑹밍          | 嵩 明        | Songming          | 2200          | 윈난성     | 쿤밍시                      |                                                                                           | |                          |
| 쿤밍 남       | 昆明南       | Kunming South     | 2252          | 윈난성     | 쿤밍시                      | 난쿤 여객전용선 위쿤 철로(건설중) 쿤위 철로 환뎬츠 철로(계획중)                           | 쿤밍 지하철 1호선(지선) 쿤밍 지하철 4호선(건설중)                                                                              |                          |

## 기존선 연결노선

### 항저우 연락선
젠항 연락선(笕杭联络线)은 저장성 항저우시 장간구 내에 위치하며, 후쿤 고속철도와 후쿤 철로와 연결되어 있다. 연락선이 2010년에 후쿤 고속철도의 상하이-항저우 구간과 함께 개통되어, 항저우 동역이 아직 완공되지 않았을 때 상하이-항저우 고속철도 열차는 연락선을 통해 항저우 역으로 진입할 수 있다. 또 2014년 후쿤고속철도 항창구간 개통 전에도 일부 EMU가 이 연락선을 통해 후쿤철도 직통운행에 들어가 창사까지 운행한다.

### 난창 연락선
헝강 연락선(横岗联络线)은 장시성 난창시 난창현과 탕전진 사이에 위치하며, 후쿤 고속철과 징주 철도를 연결한다. 2018년 7월 20일 개통된 연락선은 후쿤 고속철 일부 열차가 난창역까지 직결 운행할 수 있도록 했다. 연락선 상행선로는 길이 3884m, 하행선로는 4510m다</ref>.

## 사건·사고
2017년 6월말~7월초, 후쿤 고속철도 구이저우 구간에서 일부 터널이 공사 자재를 빼돌려 시공 품질에 문제가 있다는 사실이 드러났다. 원래 시속 350 km/h로 설계되었던 중국 고속철의 최대 교량인 베이판강 특대교(北盘江特大桥)의 양쪽 터널에 침수가 심하며, 이 시점에서 열차는 반드시 속도 제한 70 km/h로 저속 통과해야 했다. 《중국철도총공사 본사의 후쿤 고속철 귀주단 품질문제 처리에 관한 통보(철총건설함2017]839호》는 관련 시공사, 감리 단위, 설계 단위, 제3자 측정 단위, 건설 단위에 대해 다음과 같이 의견을 제출했다. "중철 20국, 중철 23국은 1년 이내에 철도 중대형 건설사업 시공 입찰 참가를 중지하고, 기업 신용평가는 C등급으로 직접 정하여 해당 품질문제의 직접적인 경제적 손실의 90%를 부담","중철 17국, 중철 22국 기업 신용평가 총점 2점 감점","중철 이원(中铁二院) 참가 정지는 4번 참여 자격 요건을 충족시키는 철도 본사 건설 프로젝트 설계 입찰에 중철 이원 참가 정지","산시성 싼장 공정검출회사(山西三江工程检测公司)를 철로건설시장에서 퇴출"CCTV는 《中国高铁岂容硕鼠作祟(중국 고속철에서 왜 큰쥐(통치 계급의 비유)가 장난을 치는가)》라는 제목으로 후쿤 고속철 부실공사의 논평을 발표했다.